# Napoleon (serial telewizyjny 1990)
Napoleon (fr. Napoléon et l’Europe) – realizowany w koprodukcji francusko-polskiej serial telewizyjny, którego treścią jest biografia cesarza Francuzów Napoleona Bonaparte. Serial liczył 6 odcinków, każdy wyreżyserowany przez innego reżysera. Część zdjęć kręcono w Warszawie.

## Tytuły odcinków
- Le 18 brumaire – reż. Pierre Lary
- Berlin – reż. Eberhard Itzenplitz
- Maria Walewska – reż. Krzysztof Zanussi
- Blokada – reż. José Fonseca e Costa
- Moskwa – reż. Janusz Majewski
- Kapitulacja – reż. Francis Megahy[1]

## Obsada
- Jean-Francois Stevenin – Napoleon Bonaparte
- Béatrice Agenin – Józefina de Beauharnais
- Jan Nowicki – Paul Barras
- Daniel Olbrychski – książę Józef Poniatowski
- Joanna Szczepkowska – Maria Walewska
- Marek Kondrat – książę Adam Jerzy Czartoryski
- Tadeusz Łomnicki – Michaił Kutuzow
- Ewa Wiśniewska – Fanny Bertrand
- Andrzej Seweryn – car Aleksander I Romanow
- Jerzy Kryszak – Joseph Fouché
- Jean-Claude Durand – Talleyrand
- Jerzy Kamas – Emmanuel-Joseph Sieyès
- Marek Barbasiewicz – Louis-Philippe de Ségur
- Krzysztof Stroiński – Lavalette
- Bruno Madinier – Lucjan Bonaparte
- Liliana Komorowska – Hortensja de Beauharnais
- Mirosław Konarowski – Eugeniusz de Beauharnais
- Adam Ferency – Geraud Duroc
- Jacques Frantz – Joachim Murat